# Yaginumaella medvedevi
Yaginumaella medvedevi es una especie de araña saltarina del género Yaginumaella, familia Salticidae. Fue descrita científicamente por Prószyński en 1979.
Habita en Rusia (Extremo Oriente), China y Corea.